# Tha Carter V
Tha Carter V är det femte albumet i Lil Waynes Tha Carter samling. Albumet släpptes den September 28, 2018 efter ha blivit uppskjutet flera gånger på grund av en konfilkt mellan Lil Wayne och hans mentor Birdman. På albumet medverkar den avlidna rapparen XXXTentacion samt flera andra hiphop-artister som Travis Scott, Nicki Minaj, Kendrick Lamar, Snoop Dogg, Ashanti (artist), Mack Maine och Nivea (artist). Rapparen 2 Chainz är inte listad som gästartist men bidrar i bakgrunden på låten "Dedicate".

## Låtlista
1. "I Love You Dwayne"
2. "Don't Cry" (Med XXXTentacion)
3. "Dedicate"
4. "Uproar"
5. "Let It Fly" (Med Travis Scott)
6. "Can't Be Broken"
7. "Dark Side of the Moon" (Med Nicki Minaj)
8. "Mona Lisa" (Med Kendrick Lamar)
9. "What About Me"
10. "Open Letter"
11. "Famous"
12. "Problems"
13. "Dope Niggaz" (Med Snoop Dogg)
14. "Hittas"
15. "Took His Time"
16. "Open Safe"
17. "Start This Shit Off Right" (Med Ashanti (artist) och Mack Maine)
18. "Demon"
19. "Mess"
20. "Dope New Gospel" (Med Nivea (artist))
21. "Perfect Strangers"
22. "Used 2"
23. "Let It All Work Out"